# Abra Kadavar
Abra Kadavar è il secondo album dei Kadavar, pubblicato nel 2013 dalla Nuclear Blast.

## Tracce
1. Come Back Life – 5:02
2. Doomsday Machine – 4:47
3. Eye of the Storm – 6:04
4. Black Snake – 4:24
5. Dust – 4:12
6. Fire – 5:18
7. Liquid Dream – 4:12
8. Rhythm for Endless Minds – 4:16
9. Abra Kadabra – 3:02

Bonus Track
1. The Man I Shot – 7:04

## Formazione
- Christoph "Lupus" Lindemann – voce, chitarra
- Philipp "Mammut" Lippitz – basso
- Christoph "Tiger" Bartelt – batteria, organo, voce
- Simon Bouteloup – basso